# Gorō
Gorō (jap. ごろう, ゴロウ lub ゴロー) – męskie imię japońskie.

## Możliwa pisownia
Gorō można zapisać używając wielu różnych znaków kanji i może znaczyć m.in.:
- 五郎, „piąty syn”[1]
- 五朗, „pięć, jasny”
- 悟朗, „oświecenie, jasny”
- 吾郎
- 吾朗

## Znane osoby
- Gorō Adachi (五郎), japoński skoczek narciarski
- Gorō Inagaki (吾郎), japoński muzyk i aktor
- Gorō Miyazaki (吾朗), japoński reżyser
- Gorō Mutsumi (五朗), japoński aktor
- Gorō Naya (悟朗), japoński aktor, seiyū, narrator i dyrektor teatru
- Gorō Shimura (五郎), japoński matematyk
- Gorō Taniguchi (悟朗), japoński reżyser anime, scenarzysta i producent
- Gorō Yamada (午郎), japoński piłkarz

## Fikcyjne postacie
- Gorō Amaji (五郎), bohater mangi i anime Akikan!
- Gorō Arashiyama (悟郎), bohater mangi i anime Shinryaku! Ika Musume
- Gorō Honda / Gorō Shigeno (吾郎), główny bohater mangi i anime Major
- Gorō Hoshiwatari (ゴロー), główny bohater anime YAT Anshin! Uchū Ryokō
- Gorō Natsume (吾郎), bohater serii Hanbun no tsuki ga noboru sora
- Gorō Ōji (吾郎), bohater mangi i anime Brzoskwinia
- Gorō Sakurai (五郎) / As Pik, główny bohater serialu tokusatsu JAKQ Dengekitai